# Alexandr V.
Alexandr V., narozený Pietro Phillarges di Candia, resp. Petros Filargos (cca 1339 Kréta – 3. května 1410 Bologna), byl papež zvolený pisánským koncilem roku 1409. Katolická církev ho neuznává za právoplatného papeže 

## Život
Byl vychováván františkány na benátské Krétě, v mladém věku vstoupil do řádu a studoval teologii na Sorboně, v roce 1381 dosáhl mistrovství v teologii na pařížské univerzitě v roce 1386. Jako teolog po sobě zanechal komentáře k Sentencím Petra Lombarda. V duchovní správě se dopracoval v roce 1402 až k arcibiskupství v Miláně a od roku 1405 potom užíval kardinálské důstojnosti. Po zvolení papežem sídlil v Pise a ve výsledku se k jeho obedienci hlásila Francie a Anglie. Po jeho brzké smrti se stal jeho nástupcem Jan XXIII. Sice již kostnický koncil uznal za právoplatnou linii římskou a Alexandr se stal vzdoropapežem, přesto určité nejasnosti s právoplatností ostatních linií zůstaly – důsledkem je, že další papež jména Alexandr má posunuté číslování (VI.), jako by byl Alexandr V. právoplatný.

## Erb
V erbu měl gotický, dole zahrocený štít, na něm slunce o osmi paprscích a mezi paprsky vloženo osm hvězd, v klenotu mitra (v období před nástupem na papežský stolec) se dvěma vlajícími stuhami, ukončenými třepením. Erbovní štít jako součást vysvěcené a později vedví rozlomené oltářní desky z roku 1396 se dochoval v Praze ve sklepě Anežského kláštera, odkud byl při archeologickém a stavebně historickém průzkumu v roce 1982 vyzvednut a od roku 2011 je součástí expozice Národní galerie ve svatyni Salvátora v Anežském klášteře.